# چانا ایکس۷۰ای
چانا ایکس۷۰ای یا اوشنگ ایکس۷۰ای یک کراس‌اوور اندازه متوسط است که توسط چانگان موتورز تولید می‌شود.

## بررسی اجمالی

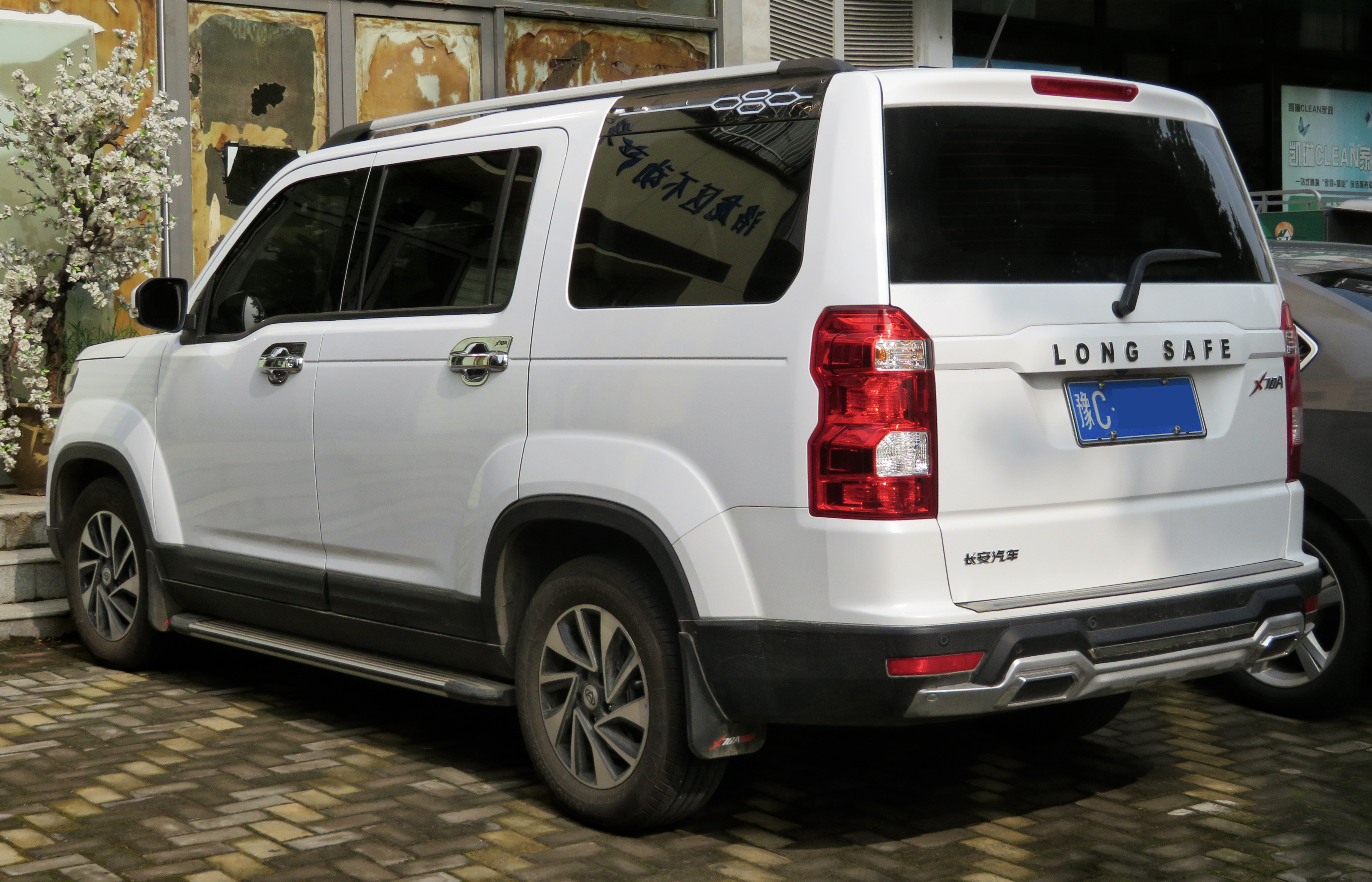
نمای عقب

چانا ایکس۷۰ای در نمایشگاه خودرو گوانگژو ۲۰۱۷ معرفی شد و در ۲۷ ژانویه ۲۰۱۸ در بازار خودرو چین عرضه شد.
قیمت ایکس۷۰ای از ۵۹۹۰۰ یوان تا ۷۶۹۰۰ یوان است. طراحی بیرونی ایکس۷۰ای بحث‌برانگیز بود زیرا استایل آن شباهت زیادی به لندروور دیسکاوری دارد.